# 阿耶莱特·祖里尔
阿耶莱特·祖里尔（希伯來語：איילת זורר，1969年6月28日—），以色列女演员，曾出演《慕尼黑》《絕點緝兇》《天使与魔鬼》《超人：鋼鐵英雄》《宾虚》等多部好莱坞电影。